# Karl Johan Svensson
Karl-Johan Svensson (Solna, 12 maart 1887 - Stockholm, 20 januari 1964) was een Zweeds turner.
Svensson won in 1908 met het Zweedse systeem de olympische gouden medaille in de teamwedstrijd. Vier jaar in eigen land tijdens de Olympische Zomerspelen 1912 won Svensson de gouden medaille in de teamwedstrijd Zweeds systeem.

## Olympische Zomerspelen
| Jaar | Plaats    | Resultaten          |
| ---- | --------- | ------------------- |
| 1908 | Londen    | team                |
| 1912 | Stockholm | team Zweeds systeem |